# Eldridge M. Moores
Eldridge Morton Moores (* 13. Oktober 1938 in Phoenix, Arizona; † 28. Oktober 2018 am Feather River-Lake Almanor, Kalifornien) war ein US-amerikanischer Geologe.

## Leben und Werk
Moores studierte am Caltech mit dem Bachelor-Abschluss 1959 und an der Princeton University mit dem Master-Abschluss 1961 und der Promotion in Geologie 1963. Er wurde 1966 Lecturer an der University of California, Davis, wurde 1967 Assistant Professor und 1975 Professor.
Er befasst sich mit Tektonik und speziell Plattentektonik und Ophiolithen. Regionale Schwerpunkte seiner Forschung ist der Westen der USA (Kalifornien, die Kordilleren und die Sierra Nevada), der Mittelmeerraum (Zypern, Griechenland) und die ehemalige Tethys, Pakistan und Bergketten vom alpinen Typ. Von ihm stammen Lehrbücher der Tektonik.
Er erhielt 1988 den Distinguished Service Award der Geological Society of America und 1994 die Medaille der Geological Association of Canada. Er ist Fellow der American Association for the Advancement of Science und war 1996 Präsident der Geological Society of America. 1991 bis 1995 war er Herausgeber von GSA Today und 1981 bis 1988 von Geology. 2004 bis 2008 war er Vizepräsident der International Union of Geological Sciences.
Er spielte 28 Jahre lang Cello UC Davis Symphony Orchestra. Moores starb am 28. Oktober 2018 auf einer von ihm geleiteten geologischen Exkursion für Studenten und Kollegen in der Region Feather River-Lake Almanor.

## Schriften
- mit Robert J. Twiss: Structural Geology, San Francisco: Freeman, 2. Auflage 2006 (zuerst als Tectonics 1995)
- mit Yildirim Dilek, Don Elthon, Adolphe Nicolas (Herausgeber): Ophiolites and Oceanic Crust: New Insights from Field Studies and the Ocean Drilling Program, Special Paper of the Geological Society of America, 2001